# Porte di Merano
La città di Merano era dotata di quattro porte d'accesso, tre di esse ancora esistenti, costruite nel XIII secolo.

## Storia
La città di Merano fu dotata di mura di difesa verso la fine del XIII secolo, citate anche nel primo ordinamento cittadino del 1317. Esse racchiudevano l'attuale centro storico e, nella parte meridionale, fungevano anche da difesa contro le piene del torrente Passirio che non aveva argini. Delle mura cittadine faceva parte anche la Torre Polveriera.
L'accesso alla città avveniva attraverso quattro porte poste lungo le strade principali e dall'aspetto di torri.

### Porta Bolzano
Porta Bolzano (in ted. Bozner Tor) partiva la strada che conduceva nell'odierno capoluogo della provincia. Anch'essa è costituita da un portale ad arco sovrastato da tre piani. Sul muro esterno alla città è presente un bassorilievo con gli stemmi dell'Austria, del Tirolo e della città. Sopra è presente un affresco con lo stemma degli Asburgo. 

### Porta Passiria
Porta Passiria (ted. Passeirer Tor) controllava la strada che dal Passo Giovo conduceva a Merano. È costituita da un portale a sesto acuto sovrastata da tre piani con un tetto a sbalzo. Sul lato verso la città è presente un affresco con lo stemma di Merano. Era collegata direttamente alla sovrastante torre Polveriera (Pulverturm o meglio Ortenstein) con delle mura ancora in parte visibili. 

### Porta d'Ultimo
Porta d'Ultimo (ted. Ultner Tor) si trovava sulla strada per Lana e la Val d'Ultimo all'incrocio tra l'attuale piazza Teatro e via delle Corse. Fu abbattuta nel 1881, nell'ambito della ristrutturazione e ampliamento della città, per permettere un più comodo accesso al centro. 

### Porta Venosta
Citata per la prima volta nel 1290, porta Venosta (ted. Vinschgauer Tor) era posta sulla strada che conduceva nell'omonima valle. Fu ristrutturata nel XVI secolo e per un periodo funse anche da prigione.
È composta da un portale ad arco principale e uno secondario: il portale principale è sovrastato da due piani e il tetto a falde e sotto vi scorre tuttora una delle vie principali della città. Il portale secondario è usato solo come passaggio pedonale.
Sul lato esterno della porta verso occidente c'è un affresco con lo stemma dell'Austria e della Contea del Tirolo